# 니나 와디아

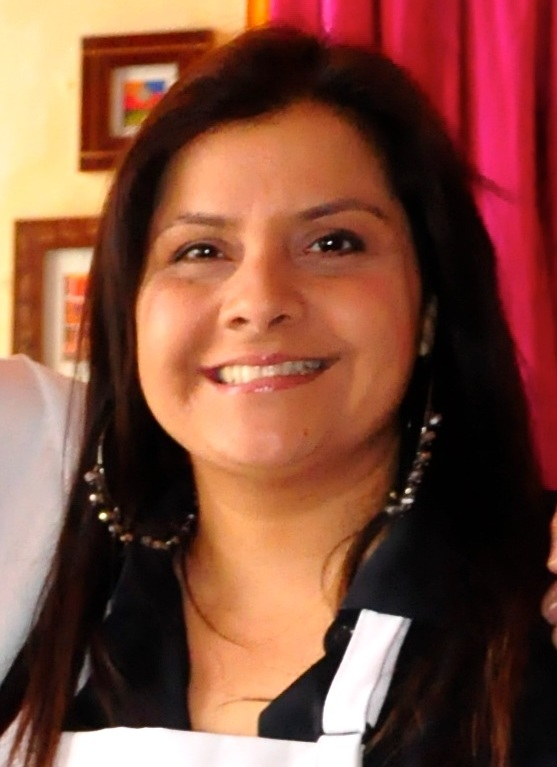

니나 와디아(Nina Wadia, 1968년 12월 18일 ~ )는 인도의 배우, 희극 배우, 영화배우이다.
뭄바이에서 태어났다.

## 영화
- 파인딩 파티마 (2017년)
- 내 어깨 위 고양이, 밥 (2016년) - 버스안내원 역
- 아마르 악바르 & 토니 (2015년)
- 아이 캔트 싱크 스트레이트 (2008년) - 가정부 역
- 스킨스 시즌1 (2007년)
- 나마스테이 런던 (2007년)
- 코드 46 (2003년)
- 슈팅 라이크 베컴 (2002년)
- 웨이킹 더 데드 (2000년)
- 이스트엔더스 (1985년)
- 더 빌 (1984년)